# Venecia (San Carlos)
Venecia es el quinto distrito del cantón de San Carlos, en la provincia de Alajuela, de Costa Rica.

## Historia
Fue creado el 16 de octubre de 1935 por medio de Acuerdo Ejecutivo 110.

## Ubicación
Está ubicado en la región septentrional del país y limita con dos distritos, Pital al norte y Aguas Zarcas al oeste, mientras que colinda con los cantones de Río Cuarto al este y Sarchí al sur.
Su cabecera, la villa de Venecia, está ubicada a 26,8 km al noroeste de Ciudad Quesada y 80,4 km al noroeste de San José la capital de la nación.

## Geografía
Venecia cuenta con un área de 132,53 km² y una altitud media de 428 m s. n. m.

## Demografía
Para el año 2022, Venecia cuenta con una población estimada de 11 695 habitantes, y para el último censo efectuado, en 2011, Venecia contaba con una población de 9638 habitantes.

## Localidades
- Barrios: Carmen, Corazón de Jesús, El Ceibo, Jardín, La Gloria, Venecia (centro).
- Poblados: Alpes, Brisas, Buenos Aires, Guayabo, Latas, Marsella, Mesén, Nazareth, Negritos, Paraíso, Pueblo Viejo, San Cayetano, San Martín, San Juan, Unión.

## Economía
Agricultores y ganaderos se sirven de las aguas de los ríos circundantes para producir. 
Se ofrecen servicios turísticos de hospedaje y alimentación para los que vienen a visitar las aguas termales.
Venecia, la cabecera, cuenta con servicios de salud, educativos, restaurantes, hoteles y supermercados. 

## Transporte

### Carreteras
Al distrito lo atraviesan las siguientes rutas nacionales de carretera:
- Ruta nacional 140